# Cryosophila kalbreyeri
Cryosophila kalbreyeri (Dammer ex Burret) Dahlgren es una especie de planta perteneciente a la familia de las palmeras (Arecaceae).

## Distribución y hábitat
Es endémica de Colombia y Panamá donde está tratada en peligro de extinción por pérdida de hábitat.
Se encuentran desde el este de Panamá al oeste del Río Magdalena, Colombia. La subpoblación colombiana ha sido dividida en subespecies, ambas consideradas en peligro por el Instituto de Investigación de Recursos Biológicos Alexander von Humbold.

## Taxonomía
Cryosophila kalbreyeri fue descrita por (Dammer ex Burret) Dahlgren y publicado en Publications of the Field Museum of Natural History, Botanical Series 14: 134. 1936.
Etimología
Cryosophyla: nombre genérico poco aclarado que parece que deriva del griego antiguo: crios = "cabra" y phila - "amoroso", pero este significado parece absurdo.
kalbreyeri: epíteto otorgado en honor del botánico alemán Guillermo Kalbreyer.
Variedades
- Cryosophila kalbreyeri subsp. cogolloi R.J.Evans
- Cryosophila kalbreyeri subsp. kalbreyeri [4]

Sinonimia
- Acanthorrhiza kalbreyeri Dammer ex Burret
- Cryosophila kalbreyeri subsp. bartlettii R. Evans[5][6]